# Phytomyptera nigra
Phytomyptera nigra là một loài ruồi trong họ Tachinidae.